# Raquel Kochhann
Raquel Cristina Kochhann (Saudades, Santa Catarina; 6 d'octubre de 1992) és una jugadora de rugbi brasilera. El Comitè Olímpic del Brasil va designar-la banderera de la delegació del seu país en la cerimònia d'obertura dels Jocs Olímpics de París 2024.

## Carrera

### Primers contactes amb l'esport
Kochhann és natural de Saudades, a l'oest de Santa Catarina, però va créixer en el municipi veí de Pinhalzinho. Als 15 va mudar-se a Caxias do Sul (estat de Rio Grande do Sul), on va passar a integrar l'equip de futbol del Joventude. En aquella època, mostrava interés també per l'atletisme, bàsquet i tennis de taula. Va arribar a ser convocada per la Selecció Brasilera de Futbol sub-17, però abans dels partits va lesionar-se i no va poder debutar.
Als 19 anys, quan practicava futbol sala en l'equip de la facultat, Kochhann va conèixer la modalitat de rugbi a 7. Ràpidament va destacar i va incorporar-se al Serra Rugby, també de Caxias do Sul, equip amb el que va obtenir el premi de millor jugadora del Campionat Gaúcho. Amb el Serra va proclamar-se campiona brasilera i bicampiona gaúcha. Va participar del Mundial Universitari de Rugbi a 7, obtenint la medalla de bronze. L'esportista de Saudades és graduada en Educació física.

### Debut amb la selecció i doble participació olímpica
Amb la selecció absoluta de la modalitat, va conquerir la medalla d'or en els Jocs Sud-americans de 2014 i el bronze en els Jocs Panamericans de 2015. L'abril de 2016, va ser una peça destacada de la selecció brasilera que va disputar el Hong Kong Sevens, torneig que va valer al Brasil l'accés a la Sèrie Mundials de Rugbi a 7. El sevens va estrenar-se com a modalitat olímpica als Jocs de Rio de Janeiro d'aquell any, i Kochhann va formar part de l'equip brasiler que va obtenir el 9è lloc. Encara el 2016, va ser condecorada amb el Premi Brasil Olímpic de Rugbi, per la seva actuació en la selecció i en el club Charrua, de Porto Alegre, com la millor jugadora d'aquella temporada.
L'esportista catarinense va repetir en la convocatòria per als Jocs Olímpics de Tòquio 2020, on l'equip va acabar en 11è lloc.

### 19 mesos fora de la competició
Durant un partit internacional el maig de 2022, Kochhann va trencar-se el lligament encreuat anterior del genoll dret i va haver de pasar per cirurgia. Durant la convalescència, va sotmetre's a una prova del petit tumor en una mamella que havia detectat l'any anterior, i que estava controlant amb els metges. El resultat va ser nefast: el tumor havia doblat de mida, la biòpsia practicada va detectar cèl·lules canceroses i la metàstasi havia afectat l'estern. L'esportista va explicar més tard als mitjans que la seva mare havia patit càncer de mama el 2016 i que, des de llavors, s'havia estat preparant mentalment per a una situació com aquella.
La jugadora va passar per una nova cirurgia, aquest cop una mastectomia a ambdós pits (mastectomia bilateral) preventiva i va fer tractament de radioteràpia i quimioteràpia.
Després de 19 mesos sense competir, va reintegrar-se al Charrua, i el gener de 2024 va tornar a vestir la samarreta 10 de la selecció en la tercera jornada de les Sèries Mundials de Rugbi a 7, disputada a Perth (Austràlia).

### Tercers Jocs Olímpics, per la porta gran
El mes de juny, As Yaras van obtenir la plaça corresponent a l'Amèrica del Sud en el torneig classificatori per als Jocs Olímpics de París 2024. A França, Kochhann ei la seva companya Luiza Campos, seran les úniques jugadores brasileres que hauran disputat les tres edicions del torneig olímpic de rugbi a 7, i lluitarà per superar els resultats obtinguts i aconseguir aquest cop el diploma olímpic. A més, va rebre l'honor de ser la banderera de la delegació brasilera en la cerimònia d'obertura, de la ma del piragüista Isaquias Queiroz.
Encara en 2024, Raquel va actuar amb la selecció de rugbi XV que es va classificar per primera vegada en la història per a la Copa del Món de Rugbi Femení, que se celebrarà el 2025 a Anglaterra.